# Філіп Адамські
Філіп Адамські  (нім. Filip Adamski, нар. 5 січня 1983) — німецький веслувальник, олімпійський чемпіон.

## Виступи на Олімпіадах
| Олімпіада   | Дисципліна                        | Місце |
| ----------- | --------------------------------- | ----- |
| Пекін 2008  | четвірка розстібна без стернового | 6     |
| Лондон 2012 | вісімка розстібна зі стерновим    | 1     |